# Спринчената (комуна)
Спринчената (рум. Sprâncenata) — комуна у повіті Олт в Румунії. До складу комуни входять такі села (дані про населення за 2002 рік):
- Бирсештій-де-Сус (700 осіб)
- Спринчената (1491 особа)
- Урія (228 осіб)
- Фрунзару (591 особа)

Комуна розташована на відстані 123 км на захід від Бухареста, 46 км на південний схід від Слатіни, 71 км на південний схід від Крайови.

## Населення
За даними перепису населення 2002 року у комуні проживали 3010 осіб. Усі жителі комуни рідною мовою назвали румунську.
Національний склад населення комуни:
| Національність | Кількість осіб | Відсоток |
| -------------- | -------------- | -------- |
| румуни         | 3009           | > 99,9%  |
| цигани         | 1              | < 0,1%   |

Склад населення комуни за віросповіданням:
| Релігія       | Кількість осіб | Відсоток |
| ------------- | -------------- | -------- |
| православні   | 3005           | 99,8%    |
| адвентисти    | 4              | 0,1%     |
| римо-католики | 1              | < 0,1%   |